# 서림연대
서림연대(西林煙臺)는 대한민국 제주특별자치도 서귀포시 대정읍 일과리에 있는 연대이다. 1996년 7월 18일 제주특별자치도의 기념물 제23-22호로 지정되었다.

## 개요
연대는 횃불과 연기를 이용하여 정치·군사적으로 급한 소식을 전하던 통신수단을 말한다. 봉수대와는 기능면에서 차이가 없으나 연대는 주로 구릉이나 해변지역에 설치되었고 봉수대는 산 정상에 설치하여 낮에는 연기로 밤에는 횃불을 피워 신호를 보냈다.
서림 연대는 해안가에 있으며, 모슬진에 소속된 것으로 대정현 소속 별장 6명, 봉군 12명이 배치되었다.
지금 남아 있는 연대는 1977년 보수한 것인데, 높이는 3.9m이다. 북쪽으로 우두 연대, 남쪽으로는 무수 연대에 각각 연결되어 있다.

## 참고 문헌
- 서림연대 - 국가유산청 국가유산포털